# Лиловошапочный расписной малюр
Лиловоша́почный расписно́й малю́р (лат. Malurus coronatus) — небольшая насекомоядная птица семейства малюровых. Австралийский эндемик. 

## Описание

### Внешний вид
Лиловошапочный расписной малюр — это небольшая птица с длиной туловища 14—15 см и массой тела 9—12 г. У самцов на макушке яркое лиловое или фиолетовое кольцо.

### Голос
Песня состоит из характерных для малюров повторяющихся звуков.

### Подвиды
Вид имеет 2 подвида:
- M. c. coronatus Gould, 1858
- M. c. macgillivrayi Mathews, 1913

## Размножение
Лиловошапочные расписные малюры социально моногамны. Пиков размножения два: один в апреле, второй — в августе. При благоприятных условиях пара может произвести несколько выводков.

## Питание
В рацион входят насекомые и другие беспозвоночные.

## Распространение
Птицы селятся в лесах, зарослях кустарника и высокой траве. Ведут оседлый образ жизни. Обитают только на территории Австралии в северных регионах. В бассейне реки Дьюрак обитают значительные, но изолированные популяции.